# Unicodeblock Palmyrenisch
Der Unicodeblock Palmyrenisch (engl. Palmyrene, U+10860 bis U+1087F) enthält die Zeichen der palmyrenischen Schrift. Dieser Abkömmling der aramäischen Schrift wurde in Palmyra verwendet und ist in Inschriften belegt, die zwischen dem 1. Jahrhundert v. Chr. und dem 3. Jahrhundert n. Chr. datiert sind.

## Liste
Alle Zeichen haben die bidirektionale Klasse "rechts nach links".
| Unicodenummer   | Zeichen (400 %) | Kategorie                               | Offizielle Bezeichnung           | Beschreibung                         |
| --------------- | --------------- | --------------------------------------- | -------------------------------- | ------------------------------------ |
| U+10860 (67680) | 𐡠               | anderer Buchstabe, Silbe oder Ideogramm | PALMYRENE LETTER ALEPH           | Palmyrenischer Buchstabe Aleph       |
| U+10861 (67681) | 𐡡               | anderer Buchstabe, Silbe oder Ideogramm | PALMYRENE LETTER BETH            | Palmyrenischer Buchstabe Beth        |
| U+10862 (67682) | 𐡢               | anderer Buchstabe, Silbe oder Ideogramm | PALMYRENE LETTER GIMEL           | Palmyrenischer Buchstabe Gimel       |
| U+10863 (67683) | 𐡣               | anderer Buchstabe, Silbe oder Ideogramm | PALMYRENE LETTER DALETH          | Palmyrenischer Buchstabe Daleth      |
| U+10864 (67684) | 𐡤               | anderer Buchstabe, Silbe oder Ideogramm | PALMYRENE LETTER HE              | Palmyrenischer Buchstabe He          |
| U+10865 (67685) | 𐡥               | anderer Buchstabe, Silbe oder Ideogramm | PALMYRENE LETTER WAW             | Palmyrenischer Buchstabe Waw         |
| U+10866 (67686) | 𐡦               | anderer Buchstabe, Silbe oder Ideogramm | PALMYRENE LETTER ZAYIN           | Palmyrenischer Buchstabe Zajin       |
| U+10867 (67687) | 𐡧               | anderer Buchstabe, Silbe oder Ideogramm | PALMYRENE LETTER HETH            | Palmyrenischer Buchstabe Chet        |
| U+10868 (67688) | 𐡨               | anderer Buchstabe, Silbe oder Ideogramm | PALMYRENE LETTER TETH            | Palmyrenischer Buchstabe Tet         |
| U+10869 (67689) | 𐡩               | anderer Buchstabe, Silbe oder Ideogramm | PALMYRENE LETTER YODH            | Palmyrenischer Buchstabe Jod         |
| U+1086A (67690) | 𐡪               | anderer Buchstabe, Silbe oder Ideogramm | PALMYRENE LETTER KAPH            | Palmyrenischer Buchstabe Kaph        |
| U+1086B (67691) | 𐡫               | anderer Buchstabe, Silbe oder Ideogramm | PALMYRENE LETTER LAMEDH          | Palmyrenischer Buchstabe Lamed       |
| U+1086C (67692) | 𐡬               | anderer Buchstabe, Silbe oder Ideogramm | PALMYRENE LETTER MEM             | Palmyrenischer Buchstabe Mem         |
| U+1086D (67693) | 𐡭               | anderer Buchstabe, Silbe oder Ideogramm | PALMYRENE LETTER FINAL NUN       | Palmyrenischer Buchstabe Schluss-Nun |
| U+1086E (67694) | 𐡮               | anderer Buchstabe, Silbe oder Ideogramm | PALMYRENE LETTER NUN             | Palmyrenischer Buchstabe Nun         |
| U+1086F (67695) | 𐡯               | anderer Buchstabe, Silbe oder Ideogramm | PALMYRENE LETTER SAMEKH          | Palmyrenischer Buchstabe Samech      |
| U+10870 (67696) | 𐡰               | anderer Buchstabe, Silbe oder Ideogramm | PALMYRENE LETTER AYIN            | Palmyrenischer Buchstabe Ajin        |
| U+10871 (67697) | 𐡱               | anderer Buchstabe, Silbe oder Ideogramm | PALMYRENE LETTER PE              | Palmyrenischer Buchstabe Pe          |
| U+10872 (67698) | 𐡲               | anderer Buchstabe, Silbe oder Ideogramm | PALMYRENE LETTER SADHE           | Palmyrenischer Buchstabe Tzade       |
| U+10873 (67699) | 𐡳               | anderer Buchstabe, Silbe oder Ideogramm | PALMYRENE LETTER QOPH            | Palmyrenischer Buchstabe Koph        |
| U+10874 (67700) | 𐡴               | anderer Buchstabe, Silbe oder Ideogramm | PALMYRENE LETTER RESH            | Palmyrenischer Buchstabe Resch       |
| U+10875 (67701) | 𐡵               | anderer Buchstabe, Silbe oder Ideogramm | PALMYRENE LETTER SHIN            | Palmyrenischer Buchstabe Sin         |
| U+10876 (67702) | 𐡶               | anderer Buchstabe, Silbe oder Ideogramm | PALMYRENE LETTER TAW             | Palmyrenischer Buchstabe Taw         |
| U+10877 (67703) | 𐡷               | anderes Symbol                          | PALMYRENE LEFT-POINTING FLEURON  | Palmyrenisches linkes Aldusblatt     |
| U+10878 (67704) | 𐡸               | anderes Symbol                          | PALMYRENE RIGHT-POINTING FLEURON | Palmyrenisches rechtes Aldusblatt    |
| U+10879 (67705) | 𐡹               | anderes Zahlzeichen                     | PALMYRENE NUMBER ONE             | Palmyrenische Zahl Eins              |
| U+1087A (67706) | 𐡺               | anderes Zahlzeichen                     | PALMYRENE NUMBER TWO             | Palmyrenische Zahl Zwei              |
| U+1087B (67707) | 𐡻               | anderes Zahlzeichen                     | PALMYRENE NUMBER THREE           | Palmyrenische Zahl Drei              |
| U+1087C (67708) | 𐡼               | anderes Zahlzeichen                     | PALMYRENE NUMBER FOUR            | Palmyrenische Zahl Vier              |
| U+1087D (67709) | 𐡽               | anderes Zahlzeichen                     | PALMYRENE NUMBER FIVE            | Palmyrenische Zahl Fünf              |
| U+1087E (67710) | 𐡾               | anderes Zahlzeichen                     | PALMYRENE NUMBER TEN             | Palmyrenische Zahl Zehn              |
| U+1087F (67711) | 𐡿               | anderes Zahlzeichen                     | PALMYRENE NUMBER TWENTY          | Palmyrenische Zahl Zwanzig           |